# Spansberg
Spansberg ist ein Ortsteil der sächsischen Stadt Gröditz im Landkreis Meißen. Er liegt etwa einen Kilometer westlich von Nauwalde in der Nähe der Grenze zu Brandenburg. Südlich von Spansberg befindet sich der Große Teich. Im Westen des Ortes verläuft die Staatsstraße 89 in nord-südlicher Richtung von Zeithain nach Bad Liebenwerda.

## Geschichte

Spansberg auf einer geschichtlichen Karte des Kreises Liebenwerda (1910).

Das Straßenangerdorf auf Gewannflur war 1406 zur Pflege Großenhain gehörig. Die Grundherrschaft übte 1551 das Rittergut Frauenhain aus, ab 1696 das Rittergut Tiefenau. 1555 gab es eine Schule und eine Kirche in Spansberg. Im Dreißigjährigen Krieg brannte das Dorf ab. 1648 waren von den ursprünglich vorhandenen 21 Hüfnern, 7 Gärtnern und 2 Häuslern als Auswirkung des Krieges in Spansberg nur noch Zwei Hüfner und ein Gärtner übrig, die klein angefangen hatten.  Nach 1696 war der Ort zum Amt Großenhain gehörig. Zwischen 1856 und 1875 gehörte Spansberg zum Gerichtsamt Großenhain, danach zur Amtshauptmannschaft Großenhain. Im Jahr 1900 betrug die Größe der Ortsgemarkung 718 Hektar. 1925 gab es 321 evangelisch-lutherische Bürger in Spansberg. 1952 wurde Spansberg als eigenständige Gemeinde Teil des aus der Amtshauptmannschaft gebildeten Kreises Riesa. Die Eigenständigkeit des Ortes endete am 1. Januar 1994, als sich Spansberg, Nieska und Nauwalde zur neuen Gemeinde Nauwalde zusammenschlossen. Im selben Jahr wurde der Landkreis Riesa Teil des neu gebildeten Landkreises Riesa-Großenhain, der zum 1. August 2008 in den durch die Kreisreform Sachsen 2008 gebildeten neuen Landkreis Meißen überging.
Seit dem 1. Januar 2013 gehört Spansberg zur Stadt Gröditz.

### Entwicklung der Einwohnerzahl
| Jahr | Einwohnerzahl                           |
| ---- | --------------------------------------- |
| 1551 | 28 besessene Mann                       |
| 1764 | 30 besessene Mann, 7 Häusler, 24½ Hufen |
| 1834 | 265                                     |
| 1871 | 326                                     |

| Jahr | Einwohnerzahl |
| ---- | ------------- |
| 1890 | 308           |
| 1910 | 329           |
| 1925 | 325           |
| 1939 | 318           |

| Jahr | Einwohnerzahl |
| ---- | ------------- |
| 1946 | 466           |
| 1950 | 449           |
| 1964 | 353           |
| 1990 | 370           |

### Ortsnamenformen

Nordwestansicht der Kirche (1914)

Die Schreibweise des Ortes Spansberg wurde geschichtlich unterschiedlich erwähnt:
- 1284: in Spansbrugge
- 1384: Spansbrcke
- 1395: Sparnbrucke
- 1406: Spanszbrugke
- 1495: Spanspruck
- 1498: Spanssberg
- 1507: Spangesberg
- 1540: Spansdorff
- 1791: Spansberg

## Kultur und Sehenswürdigkeiten
In der örtlichen Denkmalliste sind einige Kulturdenkmäler verzeichnet. Dabei ist die Dorfkirche von Spansberg das markanteste Baudenkmal des Ortes. Errichtet wurde dieses Bauwerk bereits im 17. Jahrhundert unter Verwendung von Teilen eines einst hier vorhandenen mittelalterlichen Vorgängerbaus. Im Inneren des verputzten Bruchsteinbaus sind unter anderem ein barocker Kanzelaltar aus dem 18. Jahrhundert und eine im Jahre 1922 vom Bad Liebenwerdaer Orgelbaumeister Arno Voigt geschaffene Orgel zu finden.
Außerdem stehen einige historische Gebäude im Ort unter Denkmalschutz. Neben einigen Wohnhäusern aus dem 18. und 19. Jahrhundert sind das auch die im Jahre 1895 errichtete einstige Dorfschule, ein Mühlengebäude und ein Anfang des 20. Jahrhunderts errichtetes Transformatorenhäuschen.
Weitere Denkmäler sind ein Gefallenendenkmal für die im Ersten Weltkrieg gefallenen Dorfbewohner von Spansberg und Denkmal, welches an einen Ballon-Absturz im Oktober 1912 erinnert.

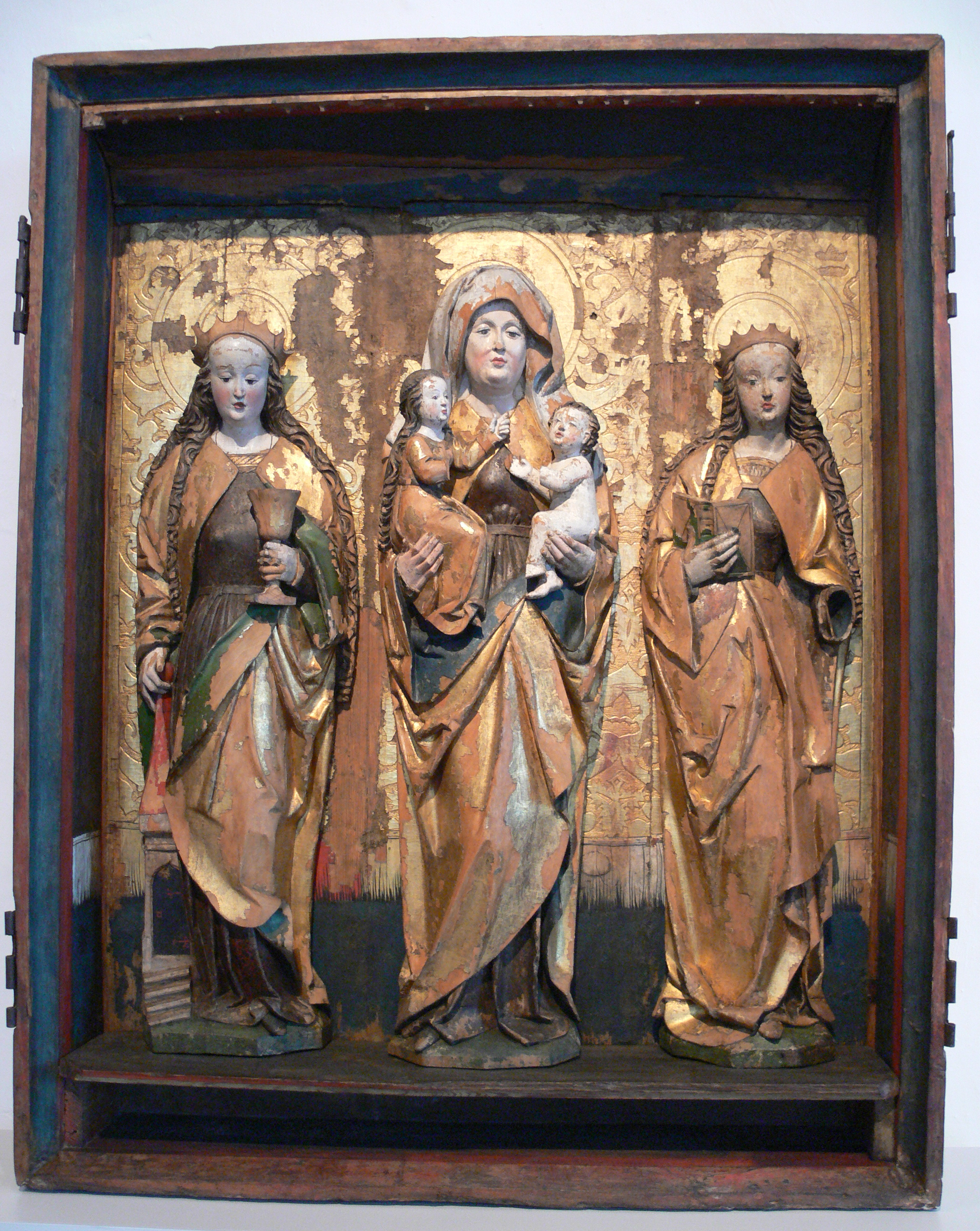
Altarschrein der Dorfkirche Spansberg
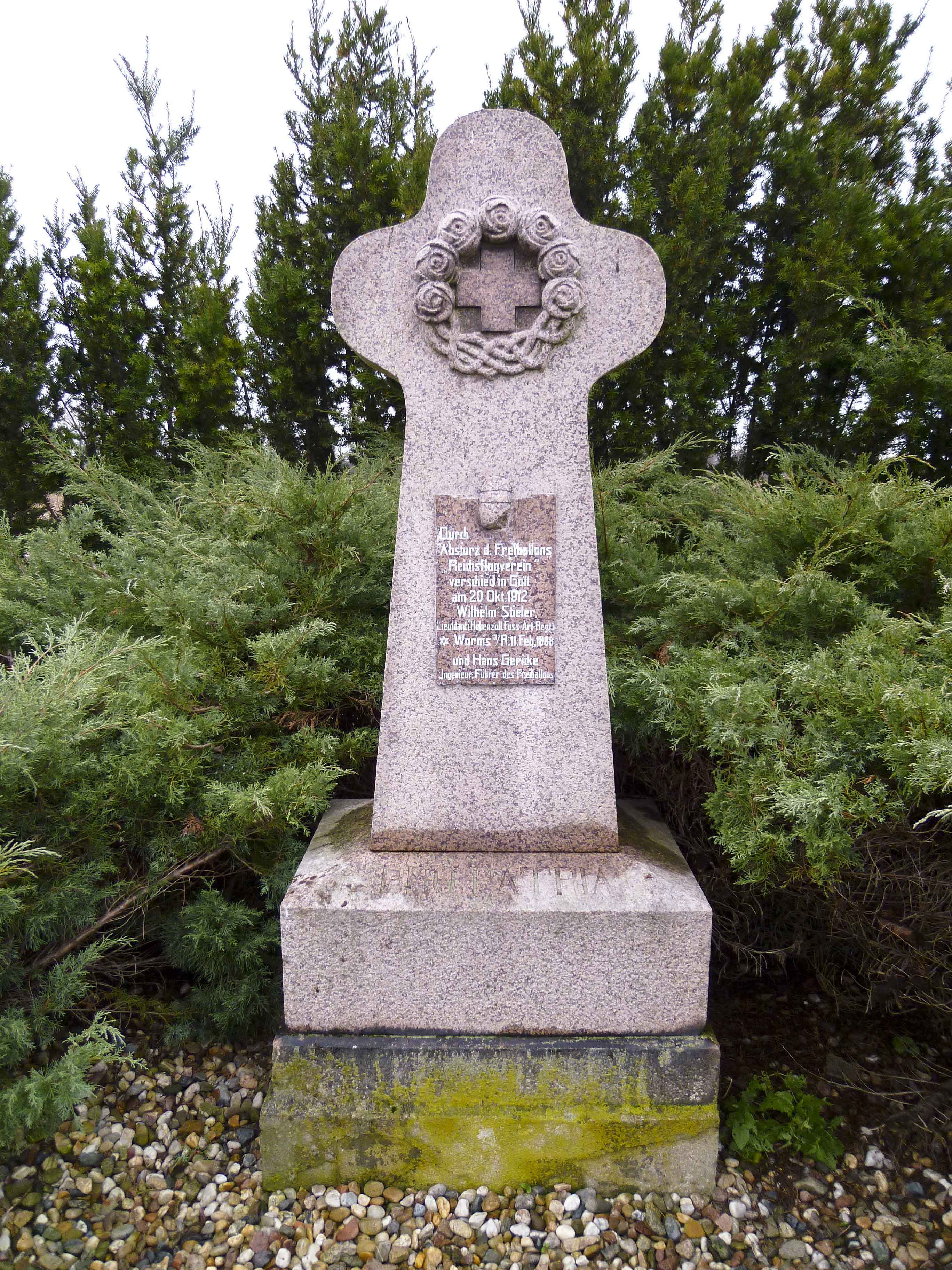
Ballonfahrer-Denkmal
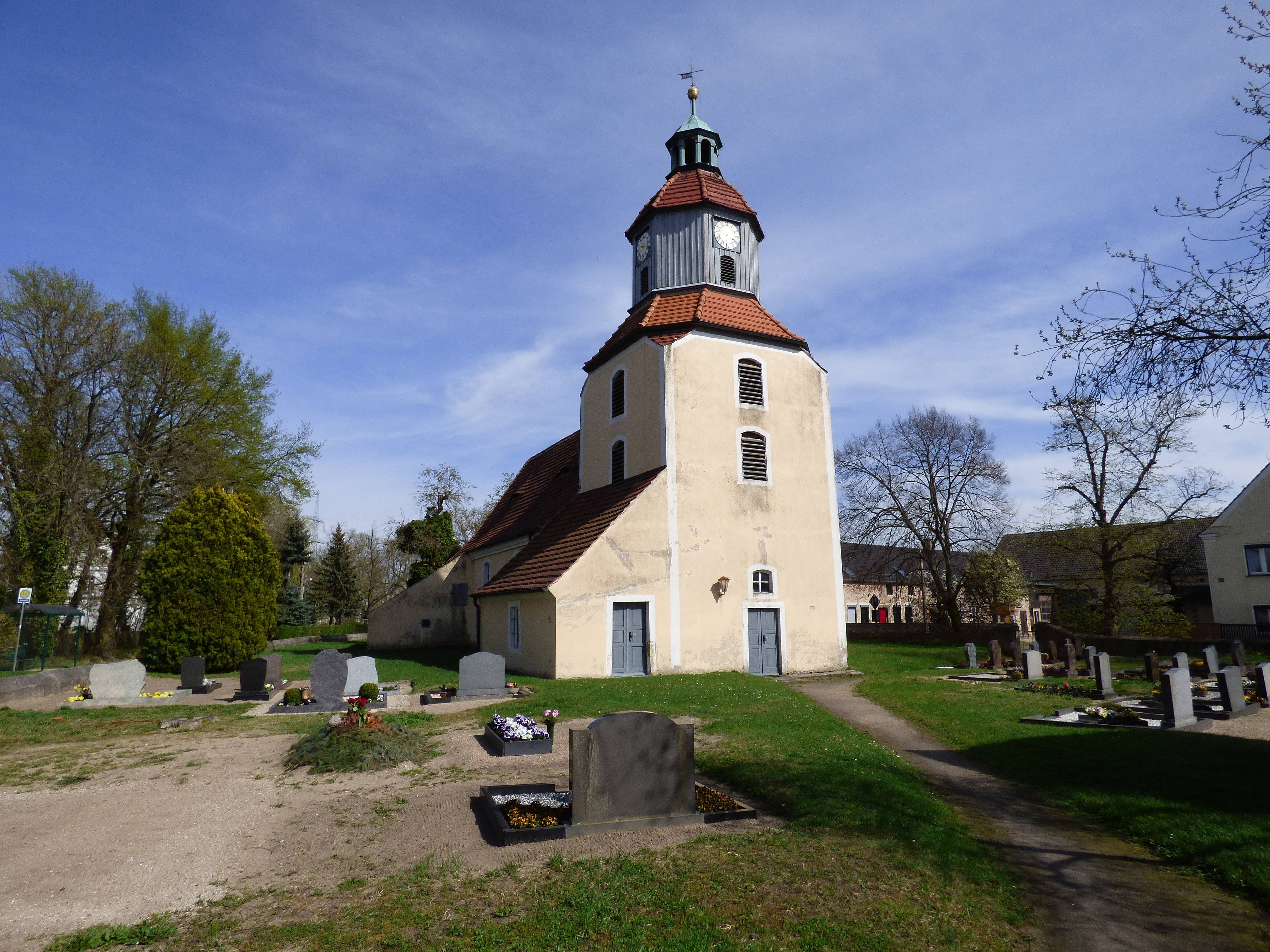
Dorfkirche
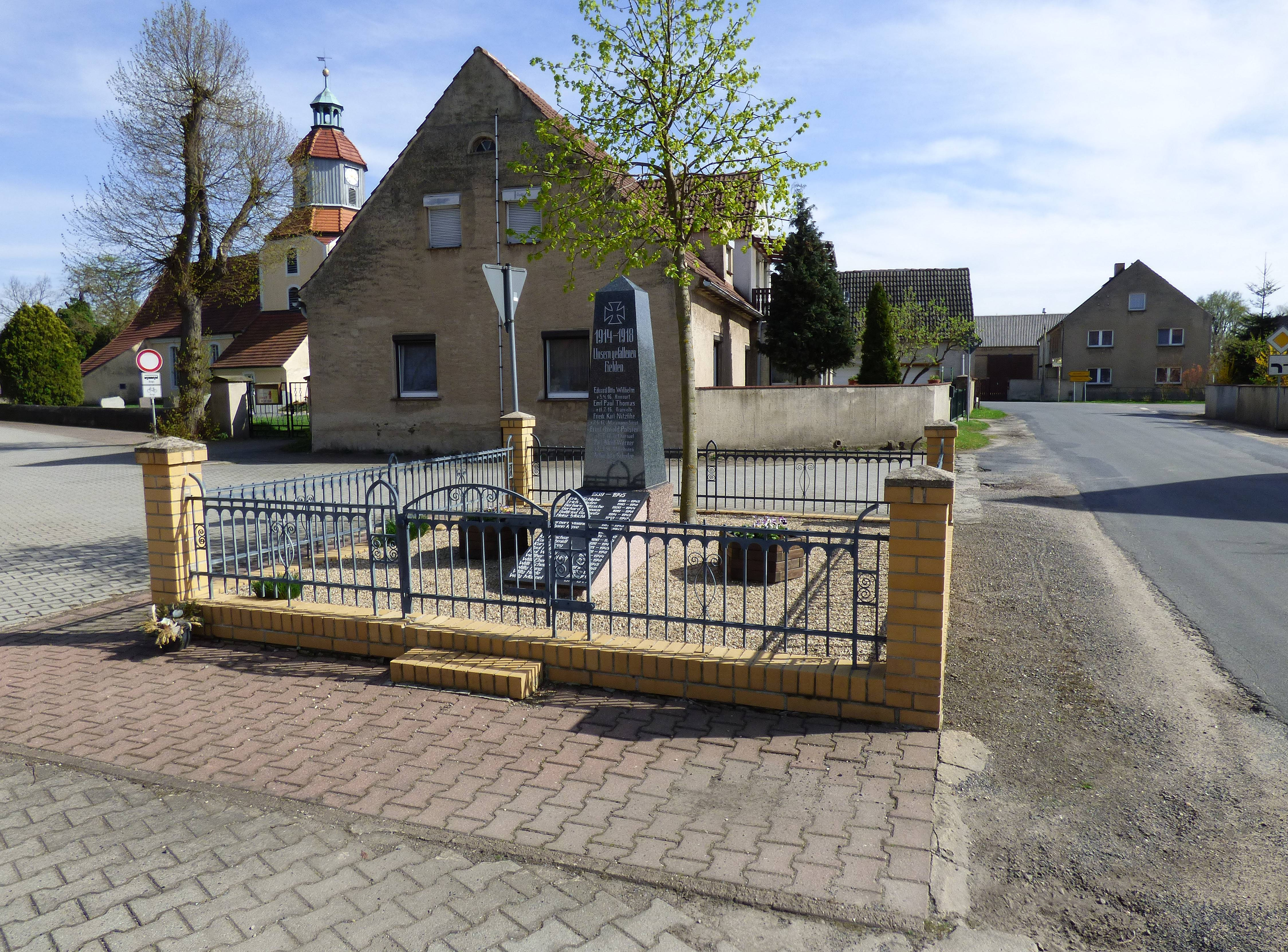
Gefallenendenkmal

## Verkehrsanbindung
In Spansberg verkehrt mit Stand 2022 eine Regionalbuslinie zwischen Schweinfurth, Gröditz und Riesa, wo Anschluss an das Eisenbahnnetz und die Bundesstraße 169 besteht.

## Persönlichkeiten
- Franz Fiedler (1790–1876), Philologe und Altertumsforscher